# Motor de corrent altern
Es denomina  motor de corrent altern  a aquells motors elèctrics que funcionen amb corrent altern. Un motor és una màquina motriu, és a dir, un aparell que converteix una forma determinada d'energia en energia mecànica de rotació o parell. Un motor elèctric converteix l'energia elèctrica en forces de gir mitjançant de l'acció mútua dels camps magnètics.
Un generador elèctric, d'altra banda, transforma energia mecànica de rotació en energia elèctrica i es pot dir una màquina generatriu de fem. Les dues formes bàsiques són el generador de corrent continu i el generador de corrent altern, aquest últim més correctament anomenat alternador. Tots els generadors necessiten una màquina motriu (motor) d'algun tipus per produir la força de rotació, mitjançant de la qual un conductor pot tallar les línies de força magnètiques i produir una fem. La màquina més simple dels motors i generadors és l'alternador.

## Motors de corrent altern
En alguns casos, com ara vaixells, on la font principal d'energia és de corrent continu, o on es desitja un gran marge, poden emprar motors de cc. No obstant això, la majoria dels motors moderns treballen amb fonts de corrent altern. Hi ha una gran varietat de motors de ca, entre ells tres tipus bàsics: l'universal, el síncron i el de gàbia d'esquirol, que no porta escombretes.

### Motors universals
Els motors universals treballen amb voltatges de corrent continu o corrent altern. Tal motor, anomenat universal, s'utilitza en serra elèctrica, trepant, estris de cuina, ventiladors, bufadors, batedores i altres aplicacions on cal gran velocitat amb càrregues febles o petites forces. Aquests motors per a corrent altern i directa, incloent els universals es distingeixen pel seu commutador debanat i les escombretes. Els components d'aquest motor són: Els camps (estator), la massa (rotor), les escombretes (els excitadors) i les tapes (les cobertes laterals del motor). El circuit elèctric és molt simple, té només una via per al pas del corrent, perquè el circuit està connectat en sèrie. El seu potencial és major per tenir major flexibilitat en vèncer la inèrcia quan està en repòs, és a dir, té un parell d'arrencada excel·lent, però té una dificultat, i és que no està construït per a ús continu o permanent.
Una altra dificultat dels motors universals són les emissions electromagnètiques. Les espurnes del col·lector (espetecs) juntament amb el seu propi camp magnètic generen interferències o soroll en l'espai radioelèctric. Això es pot reduir mitjançant dels condensadors de pas, de 0,001 μF a 0,01 μF, connectats de les escombretes a la carcassa del motor i connectant aquesta a masa.Aquests motors tenen l'avantatge que aconsegueixen grans velocitats però amb poca força. Existeixen també motors de corrent altern trifàsic que funcionen a 380 V i a altres tensions.

### Motors síncrons
Implicant, es pot utilitzar un alternador com a motor en determinades circumstàncies. Si s'excita el camp amb cc i s'alimenta pels anells col·lectors a la bobina del rotor amb cap, la màquina no arrencarà. El camp al voltant de la bobina del rotor és altern en polaritat magnètica però durant un semiperíode del cicle complet, intentarà moure en una direcció i durant el següent semiperíode en la direcció oposada. El resultat és que la màquina roman parada. La màquina només s'escalfarà i possiblement es cremarà.
Per generar el camp magnètic del rotor, se subministra una CC al debanament del camp; això es realitza sovint mitjançant d'una excitatriu, la qual consta d'un petit generador de CC impulsat pel motor, connectat mecànicament a ell.
Es va esmentar anteriorment que per obtenir un parell constant en un motor elèctric, cal mantenir els camps magnètics del rotor i l'estator constants l'un amb relació a l'altre. Això significa que el camp que trencada electromagnèticament en l'estator i el camp que trencada mecànicament en el rotor s'han d'alinear tot el temps.
L'única condició perquè això passi és que ambdós camps roten a la velocitat sincrònica:
{\displaystyle n_{s}={\frac {60f}{p}}}
És a dir, són motors de velocitat constant.
Per a una màquina sincrònica de pols no sortints (rotor cilíndric), el parell es pot escriure en termes del corrent altern de l'estator, {\displaystyle i_{s}(t)}, i del corrent continu del rotor, {\displaystyle i_{f}}:
{\displaystyle T=k\cdot {\frac {i_{s}(t)}{i_{f}}}\cdot {\frac {1}{sin(\gamma )}}} on {\displaystyle \gamma } és l'angle entre els camps de l'estator i del rotor
El rotor d'un alternador de dos pols ha de fer una volta completa per produir un cicle de ca. Ha de girar 60 vegades per segon (si la freqüència fora de 60 Hz), o 3.600 revolucions per minut (rpm), per produir una ca de 60 Hz Si es pot girar a 3.600 rpm tal alternador mitjançant d'algun aparell mecànic, com per exemple, un motor de cc, i després s'excita l'induït amb una ca de 60 Hz, continuarà girant com un motor síncron.
La seva velocitat de sincronisme és 3.600 rpm. Si funciona amb una ca de 50 Hz, la seva velocitat de sincronisme serà de 3.000 rpm. Mentre la càrrega no sigui massa pesada, un motor síncron gira a la seva velocitat de sincronisme i només a aquesta velocitat. Si la càrrega arriba a ser massa gran, el motor va disminuint velocitat, perd el seu sincronisme i es para. Els motors síncrons d'aquest tipus requereixen tots una excitació de cc per al camp (o rotor), així com una excitació de ca per l'estator.
Es pot fabricar un motor síncron construint el rotor cilíndric normal d'un motor tipus gàbia d'esquirol amb dos costats plans. Un exemple de motor síncron és el rellotge elèctric, que s'ha d'arrencar a mà quan s'atura. Quan es manté la ca en la seva freqüència correcta, el rellotge marca el temps exacte. No és important la precisió en l'amplitud de la tensió.

### Motors de gàbia d'esquirol
La major part dels motors que funcionen amb ca d'una sola fase tenen el rotor de tipus gàbia d'esquirol. Els rotors de gàbia d'esquirol reals són molt més compactes i tenen un nucli de ferro laminat.
Els conductors longitudinals de la gàbia d'esquirol són de coure i van soldats a les peces terminals de metall. Cada conductor forma una espira amb el conductor oposat connectat per les dues peces circulars dels extrems. Quan aquest rotor està entre dos pols de camps electromagnètics que han estat magnetitzats per un corrent altern, s'indueix una fem en les espires de la gàbia d'esquirol, un corrent molt gran les recorre i es produeix un fort camp que contraresta al que ha produït el corrent (llei de Lenz). Encara que el rotor pugui contrarestar el camp dels pols estacionaris, no hi ha raó perquè es mogui en una direcció o una altra i així roman aturat. És similar al motor síncron el qual tampoc s'arrenca sol. El que es necessita és un camp rotatori en lloc d'un camp altern.
Quan el camp es produeix perquè tingui un efecte rotatori, el motor es diu de tipus de gàbia d'esquirol. Un motor de fase partida utilitza pols de camp addicionals que estan alimentats per corrents en diferent fase, cosa que permet als dos jocs de pols tenir màxims de corrent i de camps magnètics amb molt poca diferència de temps. Els atropellaments dels pols de camp de fases diferents, s'haurien alimentar per ca bifàsiques i produir un camp magnètic rotatori, però quan es treballa amb una sola fase, la segona s'aconsegueix normalment connectant un condensador (o resistència) en sèrie amb els enrotllaments de fases diferents.
Amb això es pot desplaçar la fase en més de 20 ° i produir un camp magnètic màxim en el debanament desfasat que s'avança sobre el camp magnètic del debanament principal.
Desplaçament real del màxim d'intensitat del camp magnètic des d'un pol al següent, atreu al rotor de gàbia d'esquirol amb els seus corrents i camps induïts, fent-li girar. Això fa que el motor s'arrenqui per si mateix.
El debanament de fase partida pot quedar en el circuit o pot ser desconnectat mitjançant d'un commutador centrífug que li desconnecta quan el motor arriba a una velocitat predeterminada. Una vegada que el motor arrenca, funciona millor sense el debanament de fase partida. De fet, el rotor d'un motor d'inducció de fase partida sempre es llisca produint un petit percentatge de reducció de la que seria la velocitat de sincronisme.
Si la velocitat de sincronisme fos 1.800 rpm, el rotor de gàbia d'esquirol, amb una certa càrrega, podria girar a 1.750 rpm. Com més gran sigui la càrrega en el motor, més es llisca el rotor. En condicions òptimes de funcionament un motor de fase partida amb els pols en fase desconnectats, pot funcionar amb un rendiment aproximat del 75%.
Una altra manera de produir un camp rotatori en un motor, consisteix a ombrejar el camp magnètic dels pols de camp. Això s'aconsegueix fent una ranura en els pols de camp i col·locant un anell de coure al voltant d'una de les parts del pol.
Mentre el corrent en la bobina de camp és a la part creixent de l'alternança, el camp magnètic augmenta i indueix una fem i un corrent en l'anell de coure. Això produeix un camp magnètic al voltant de l'anell que contraresta el magnetisme en la part del pol on es troba ell.
En aquest moment es té un camp magnètic màxim en la part de pol no ombrejada i un mínim en la part ombrejada. Quan el corrent de camp arriba a un màxim, el camp magnètic ja no varia i no s'indueix corrent en l'anell de coure. Llavors es desenvolupa un camp magnètic màxim en tot el pol. Mentre el corrent està decreixent en amplitud el camp disminueix i produeix un camp màxim en la part ombrejada del pol.
D'aquesta forma el camp magnètic màxim es desplaça de la part no ombrejada a l'ombrejada dels pols de camp mentre avança el cicle de corrent. Aquest moviment del màxim de camp produeix en el motor el camp rotatori necessari perquè el rotor de gàbia d'esquirol s'arrenqui sol. El rendiment dels motors de pols d'inducció ombrejats no és alt, varia del 30 al 50 per 100.
Una de les principals avantatges de tots els motors de gàbia d'esquirol, particularment en aplicacions de ràdio, és la manca de col·lector o d'anells col·lectors i escombretes. Això assegura el funcionament lliure d'interferències quan s'utilitzen tals motors. Aquests motors també són utilitzats en la indústria. El manteniment que es fa a aquests motors és fàcil.